# Mount Musgrave
Mount Musgrave är ett berg i Kanada.   Det ligger i provinsen Newfoundland och Labrador, i den östra delen av landet, 1 400 km öster om huvudstaden Ottawa. Toppen på Mount Musgrave är 546 meter över havet, eller 115 meter över den omgivande terrängen. Bredden vid basen är 4,3 km.
Terrängen runt Mount Musgrave är huvudsakligen kuperad, men åt sydväst är den platt. Närmaste större samhälle är Corner Brook, 9,0 km väster om Mount Musgrave. 
Trakten runt Mount Musgrave är nära nog obefolkad, med mindre än två invånare per kvadratkilometer.